# Coenothyris
Coenothyris – wymarły rodzaj ramienogów z okresu triasowego.
Rodzaj szczególnie licznie występujący w morskich utworach wapienia muszlowego tzw. basenu germańskiego, czyli na terenie Polski pozakarpackiej i Niemiec pozaalpejskiej. Jest tam jedną z najliczniejszych makroskamieniałości, tworząc tzw. wapienie terebratulowe. Oprócz tego w niewielkich ilościach spotykany także w Tatrach, Alpach, Bułgarii. W Polsce ławice terebratulowe zbudowane głównie z Coenothyris vulgaris szczególnie powszechne na Górnym Śląsku i w Górach Świętokrzyskich
- Zasięg wiekowy: trias środkowy
- Wielkość - do około 3,5 cm.

Gatunki:
- Coenothyris vulgaris - pospolity głównie w dolnym wapieniu muszlowym, spotykany także, choć rzadziej w środkowym i górnym wapieniu muszlowym.
- Coenothyris cycloides - pospolity głównie w górnym wapieniu muszlowym, szczególnie na terenie Niemiec.